# Madame Monsieur
I Madame Monsieur sono un duo musicale elettropop francese formatosi nel 2013.
Hanno rappresentato la Francia all'Eurovision Song Contest 2018 con il brano Mercy, classificandosi tredicesimi con 173 punti.

## Carriera
I due componenti del gruppo, Émilie Satt e Jean-Karl Lucas, si sono conosciuti nel 2008, precisamente il 14 settembre, e hanno fondato ufficialmente i Madame Monsieur nel 2013. Il duo sale alla ribalta nel 2015, componendo e collaborando per il rapper Youssoupha alla realizzazione del brano Smile, con il quale avrebbe partecipato al programma Taratata. Il 4 novembre 2016, pubblicano il loro album di debutto Tandem.
Il 1º gennaio 2018, i Madame Monsieur sono stati confermati come partecipanti a Destination Eurovision, il nuovo format per la ricerca del rappresentante francese all'Eurovision Song Contest con il brano Mercy.
Si sono esibiti nella seconda semifinale riuscendo ad accedere alla serata finale, insieme ad altri 7 aspiranti rappresentanti. Nella serata finale del programma vengono proclamati vincitori del programma. Questo gli concede il diritto di rappresentare la Francia all'Eurovision Song Contest 2018, a Lisbona.
Il duo si è esibito direttamente nella serata finale della manifestazione, tenutasi il 12 maggio 2018, ove si sono classificati al tredicesimo posto con 173 punti.
Nel novembre 2018 il duo ha commentato il Junior Eurovision Song Contest tenutosi a Minsk insieme a Stéphane Bern.

## Influenze musicali
I Madame Monsieur hanno più volte confermato che il loro stile musicale è stato fortemente influenzato dalla cantante Avantpop francese Christine and The Queens.

## Vita privata
Jean-Karl Lucas ed Émilie Satt si sono sposati nel 2015 a Parigi.

## Formazione
- Émilie Satt – voce, produzione (2013 – presente)
- Jean-Karl Lucas – percussioni, coro, produzione (2013 – presente)

## Discografia

### Album
- 2018 - Vu d'ici
- 2020 - Tandem
- 2023 - Emmêler nos solitudes

### EP
- 2009 - Malibu

### Singoli
- 2015 - You Make Me Smile
- 2016 - Égérie
- 2016 - See Ya (feat. S.Pri Noir)
- 2016 - Morts ou vifs (feat. Jok'Air & Ibrahim Maalouf)
- 2016 - Partir
- 2016 - Tournera (feat. Youssoupha)
- 2018 - Mercy
- 2018 - Comme une reine
- 2019 - Les lois de l'attraction (feat. Kyo)
- 2019 - Comme si j'avais mille ans (feat. Kalash Criminel)
- 2019 - Bandido (feat. Kpoint & Greg Zlap)
- 2020 - Comme un voleur (feat. Jérémy Frérot)
- 2020 - Prochain soleil
- 2021 - Cœurs abîmés
- 2021 - Pupille (feat. Les Frangines)